# Niels Feijen
Niels Feijen (* 3. Februar 1977 in Den Haag) ist ein niederländischer Poolbillardspieler.

## Karriere
Seinen bisher größten Erfolg errang er bei der WM im 14 und 1 endlos 2008, wo er im Finale Francisco Bustamante deutlich besiegen konnte. Im selben Jahr erreichte er bei der ersten offiziellen 10-Ball-WM das Halbfinale.
2005 und 2007 erreichte er jeweils den dritten Platz bei der 8-Ball-WM und kann ebenfalls einen dritten Platz bei den US Open vorweisen. Die Poolbillard-Europameisterschaft im 14 und 1 endlos gewann er bislang viermal (2002, 2003, 2004 und 2007). Darüber hinaus wurde er 2004 Vizeeuropameister im 8-Ball und hat bei der Euro-Tour schon zehn Turniersiege einfahren können, zuletzt 2013 bei den Dutch Open 2016.
Insgesamt hat er in seiner Karriere bereits mehr als 30 Profiturniere gewonnen und ist zudem mehrfacher nationaler Meister. Gemeinsam mit Nick van den Berg war er von 2006 bis 2010 Teil des holländischen Teams beim World Cup of Pool, wobei allerdings nie mehr als eine Viertelfinalteilnahme (2009) heraussprang. Bei ihrer erneuten Teilnahme im Jahr 2013 gelang ihnen erstmals der Einzug in das Finale, wo sie jedoch dem Team aus den Philippinen mit 8:10 unterlagen. 2014 erreichten sie erneut das Finale, verloren aber gegen die Engländer Darren Appleton und Karl Boyes.
Bei den 8-Ball Weltmeisterschaften 2010 und 2011 schaffte er es jeweils ins Endspiel, unterlag dort jedoch Karl Boyes beziehungsweise Dennis Orcollo.
2014 gelang es Feijen bei der 9-Ball-WM, durch einen Sieg im Finale gegen den Österreicher Albin Ouschan Weltmeister zu werden. Es war sein erster WM-Titel im 9-Ball und sein zweiter insgesamt.
Bereits zuvor wurde er bei der EM 2014 Europameister im 9-Ball sowie im 14/1 endlos. Im Oktober 2016 gewann er durch einen 150:114-Finalsieg gegen Mika Immonen die American 14.1 Championship.
Außerdem war er bislang zwölfmal Teil der europäischen Mannschaft beim Mosconi Cup, zuletzt im Jahre 2016, und gewann diesen achtmal. Feijen wurde viermal als Most Valuable Player des Mosconi Cup ausgezeichnet (2011, 2013, 2014, 2015) und ist neben Mika Immonen (2003, 2008) der einzige Spieler, der diese Auszeichnung mehr als einmal erhielt.
Sein Spitzname in der Billardszene ist The Terminator.